# Los Angeles Lakers 1998-1999
La stagione 1998-99 dei Los Angeles Lakers fu la 50ª nella NBA per la franchigia.
I Los Angeles Lakers arrivarono secondi nella Pacific Division della Western Conference con un record di 31-19. Nei play-off vinsero il primo turno con gli Houston Rockets (3-1), perdendo poi la semifinale di conference con i San Antonio Spurs (4-0).
La stagione vide un'alternanza di allenatori: Del Harris, Bill Bertka e Kurt Rambis.

## Draft
| Giro | Scelta | Giocatore       | Posizione   | Nazionalità | Università/Club |
| ---- | ------ | --------------- | ----------- | ----------- | --------------- |
| 1    | 26     | Sam Jacobson    | guardia     | Stati Uniti | Minnesota       |
| 2    | 31     | Ruben Patterson | ala piccola | Stati Uniti | Cincinnati      |
| 2    | 45     | Toby Bailey     | guardia     | Stati Uniti | UCLA            |

## Regular season
| Squadra                | V  | P  | %    | GB |
| ---------------------- | -- | -- | ---- | -- |
| Portland Trail Blazers | 35 | 15 | 70,0 | -  |
| Los Angeles Lakers     | 31 | 19 | 62,0 | 4  |
| Sacramento Kings       | 27 | 23 | 54,0 | 8  |
| Phoenix Suns           | 27 | 23 | 54,0 | 8  |
| Seattle SuperSonics    | 25 | 25 | 50,0 | 10 |
| Golden State Warriors  | 21 | 29 | 42,0 | 14 |
| Los Angeles Clippers   | 9  | 41 | 18,0 | 26 |

## Playoff

### Primo turno
Gara 1
| 9 maggio 1999 | Los Angeles Lakers | 101 – 100 | Houston Rockets |  |

Gara 2
| 11 maggio 1999 | Los Angeles Lakers | 110 – 98 | Houston Rockets |  |

Gara 3
| 13 maggio 1999 | Houston Rockets | 102 – 88 | Los Angeles Lakers |  |

Gara 4
| 15 maggio 1999 | Houston Rockets | 88 – 98 | Los Angeles Lakers |  |

### Semifinali di Conference
Gara 1
| 17 maggio 1999 | San Antonio Spurs | 87 – 81 | Los Angeles Lakers |  |

Gara 2
| 19 maggio 1999 | San Antonio Spurs | 79 – 76 | Los Angeles Lakers |  |

Gara 3
| 22 maggio 1999 | Los Angeles Lakers | 91 – 103 | San Antonio Spurs |  |

Gara 4
| 23 maggio 1999 | Los Angeles Lakers | 107 – 118 | San Antonio Spurs |  |

## Roster
| N° | Naz.                   | Ruolo | Sportivo         | Anno | Alt. | Peso |
| -- | ---------------------- | ----- | ---------------- | ---- | ---- | ---- |
| 2  | Stati Uniti (bandiera) | G     | Derek Fisher     | 1974 | 185  | 93   |
| 5  | Stati Uniti (bandiera) | A     | Robert Horry     | 1970 | 208  | 106  |
| 6  | Stati Uniti (bandiera) | GA    | Eddie Jones      | 1971 | 198  | 86   |
| 7  | Stati Uniti (bandiera) | GA    | Sam Jacobson     | 1975 | 193  | 98   |
| 8  | Stati Uniti (bandiera) | G     | Kobe Bryant      | 1978 | 198  | 93   |
| 10 | Stati Uniti (bandiera) | G     | Tyronn Lue       | 1977 | 183  | 79   |
| 11 | Stati Uniti (bandiera) | A     | J.R. Reid        | 1968 | 206  | 112  |
| 12 | Stati Uniti (bandiera) | G     | Derek Harper     | 1961 | 193  | 84   |
| 17 | Stati Uniti (bandiera) | GA    | Rick Fox         | 1969 | 201  | 104  |
| 21 | Stati Uniti (bandiera) | A     | Ruben Patterson  | 1975 | 196  | 102  |
| 34 | Stati Uniti (bandiera) | C     | Shaquille O'Neal | 1972 | 216  | 147  |
| 40 | Stati Uniti (bandiera) | C     | Travis Knight    | 1974 | 213  | 107  |
| 41 | Stati Uniti (bandiera) | C     | Elden Campbell   | 1968 | 213  | 126  |
| 41 | Stati Uniti (bandiera) | A     | Glen Rice        | 1967 | 201  | 98   |
| 43 | Stati Uniti (bandiera) | A     | Corie Blount     | 1969 | 206  | 110  |
| 45 | Stati Uniti (bandiera) | C     | Sean Rooks       | 1969 | 208  | 113  |
| 73 | Stati Uniti (bandiera) | A     | Dennis Rodman    | 1961 | 203  | 103  |

## Staff tecnico
- Allenatori: Del Harris (6-6) (fino al 24 febbraio)[1], Bill Bertka (1-0) (dal 24 al 26 febbraio)[2], Kurt Rambis (24-13)
- Vice-allenatori: Bill Bertka (fino al 24 febbraio e dal 26 febbraio), Larry Drew, Kurt Rambis  (fino al 26 febbraio), Dave Wohl (dal 17 marzo)
- Preparatore atletico: Gary Vitti

### Arrivi/partenze
Mercato e scambi avvenuti durante la stagione:
Arrivi
| N° | Naz.                   | Ruolo | Sportivo  |  | Alt. |  |
| -- | ---------------------- | ----- | --------- |  | ---- |  |
| 11 | Stati Uniti (bandiera) | AG    | J.R. Reid |  |      |  |

Partenze
| N° | Naz.                   | Ruolo | Sportivo       |  | Alt. |  |
| -- | ---------------------- | ----- | -------------- |  | ---- |  |
| 6  | Stati Uniti (bandiera) | G     | Eddie Jones    |  |      |  |
| 41 | Stati Uniti (bandiera) | C     | Elden Campbell |  |      |  |
| 43 | Stati Uniti (bandiera) | AG    | Corie Blount   |  |      |  |

## Premi e onorificenze
- Shaquille O'Neal incluso nell'All-NBA Second Team
- Kobe Bryant incluso nell'All-NBA Third Team